# Resolució 981 del Consell de Seguretat de les Nacions Unides
La Resolució 981 del Consell de Seguretat de les Nacions Unides fou adoptada per unanimitat el 31 de març de 1995. Després de reafirmar les resolucions sobre la situació a l'antiga Iugoslàvia, el Consell va establir la Operació de les Nacions Unides per al Restabliment de la Confiança a Croàcia (UNCRO) per un període que acabaria el 30 de novembre de 1995.
El Consell de Seguretat volia negociar una solució als conflictes a l'antiga Iugoslàvia. Un d'aquests conflictes va ser a Croàcia amb els serbis en aquest país. Parts importants del pla de pau de les Nacions Unides per a Croàcia encara han de ser implementades, inclosa la desmobilització en les àrees sèrbies, el retorn de tots els refugiats i l'establiment d'una força de policia, a més de l'afegit a les resolucions 871 (1993) i 947 (1994).
Es va observar que el mandat actual de la Força de Protecció de les Nacions Unides (UNPROFOR) a Croàcia havia d'expirar el 31 de març de 1995 i també una petició del Govern de Croàcia quant a l'establiment de la força de manteniment de la pau al país. El respecte als drets humans era un pas essencial cap a la pau. Calia garantir la seguretat i la llibertat de circulació de la UNPROFOR.
Actuant en virtut del Capítol VII de la Carta de les Nacions Unides, el Consell va establir la ONURC amb 7.000 efectius per al període fins al 30 de novembre de 1995 amb l'ordre següent:
(a) realitzar funcions en l'acord d'alto el foc entre Croàcia i els serbis locals;
(b) ajudar en l'aplicació de l'acord econòmic;
(c) ajudar en l'aplicació de les resolucions del Consell de Seguretat;
(d) vigilar la frontera entre Croàcia i Bòsnia i Hercegovina i entre Croàcia i la República Federal de Iugoslàvia (Sèrbia i Montenegro);
(e) ajudar a la transferència d'ajuda humanitària a Bòsnia i Hercegovina a través de Croàcia;
(f) controlar la desmobilització de la península de Prevlaka;
Se li va demanar al secretari general Boutros Boutros-Ghali que informés a tot tardar el 21 abril de 1995 sobre l'execució del mandat anterior. A més, havia d'informar cada quatre mesos sobre el mandat i la implementació dels acords. La UNCRO va haver de crear condicions sota les quals es podia arribar a un acord, mentre que els Estats membres estaven autoritzats a proporcionar suport aeri a l'operació de manteniment de la pau. Les parts per la seva banda, eren les responsables de la seguretat del personal de les Nacions Unides i de treballar en una solució pacífica a la seva disputa.
Finalment, es va demanar a Croàcia que signés l'Acord d'Estatut de Forces i que proporcionés les freqüències de transmissió de ràdio adequades i els espais de televisió sense cost per a les Nacions Unides.
El mateix dia, el Consell va establir també la Força de Desplegament Preventiu de les Nacions Unides a Macedònia en  Resolució 983.